# Cyklistická trasa 5212

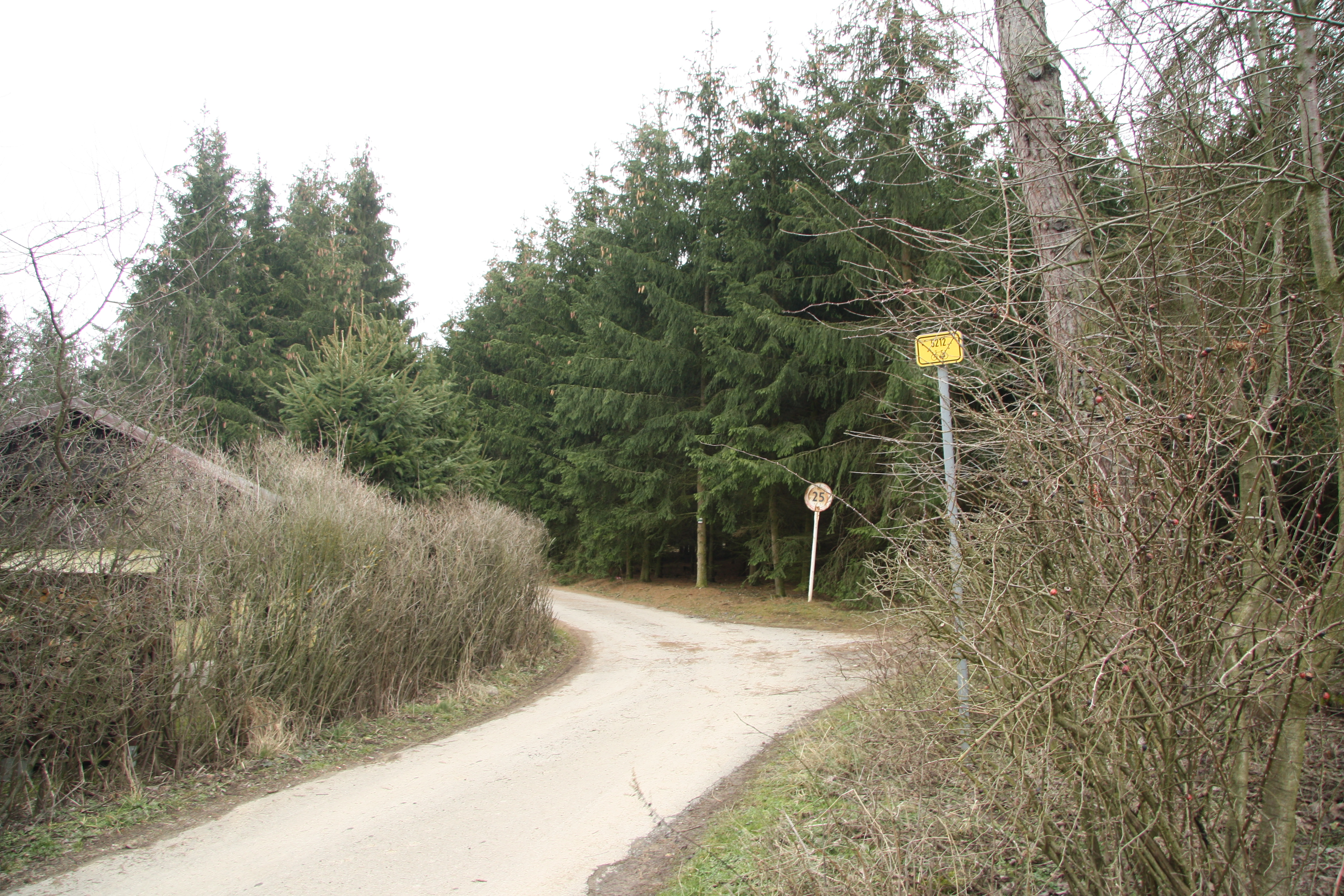
Cyklostezka 5212 u Steklého rybníka u Hvězdoňovic

Cyklistická trasa 5212 je cyklistická trasa Klubu českých turistů IV. třídy určená pro cyklistiku vedená mezi vesnicí Kožichovice a Pokojovice. Délka je 23,5 km. Vzdálenost vzdušnou čarou je 14,3 km.
| Křížení s jinými cyklistickými trasami |                          |                             |                                   |             |
| km                                     | bod                      | navazující, křižující trasy | souřadnice                        | nadm. výška |
| 0                                      | Kožichovice křížek       | 5213                        | 49°12′24″ s. š., 15°56′33″ v. d.* | 460 m *     |
| 4                                      | Střítež (okres Třebíč)   | 401                         | 49°11′23″ s. š., 15°53′48″ v. d.* | 477 m *     |
| 5,5                                    | nad Stříteží a Slavicemi | 401                         | 49°11′40″ s. š., 15°52′43″ v. d.* | 495 m *     |
| 9,7                                    | pod Pekelným kopcem      | 5103                        | 49°10′51″ s. š., 15°51′10″ v. d.* | 530 m *     |
| 11,8                                   | nad Mastníkem            | 5103                        | 49°10′30″ s. š., 15°49′36″ v. d.* | 530 m *     |
| 16,7                                   | Stařeč Pastvištní rybník | 5104                        | 49°12′21″ s. š., 15°48′52″ v. d.* | 460 m *     |
| 22,3                                   | Hvězdoňovice             | 5214                        | 49°13′18″ s. š., 15°45′50″ v. d.* | 490 m *     |
| 23,5                                   | Pokojovice východ        | 5217                        | 49°13′17″ s. š., 15°44′50″ v. d.* | 500 m *     |

* přibližný údaj

## Obce na trase
- Kožichovice
- Střítež (okres Třebíč)
- Slavice (Třebíč)
- Mastník (okres Třebíč)
- Stařeč
- Čechočovice
- Hvězdoňovice
- Pokojovice